# ソフトシャドー
ソフトシャドーは、大きさを持つ光源や、間接光により生じる影である。影はまったく光があたらない影と一部の光がさえぎられて生じる影に分類され、前者を本影、後者を半影という。この半影を含む影をソフトシャドーという。すなわち影の境界がくっきりしていない影である。
こうした影は、線光源（蛍光灯のようなもの）や面光源のように大きさをもつ光源により生じる。また、天空光（大きな半球光源とみなす）によってもソフトシャドーを生じる。
こうしたソフトシャドー表示法のパイオニアとして、東京大学の西田友是教授が知られている。